# Kohnstamm-Effekt
Der Kohnstamm-Effekt (oder das Kohnstamm-Phänomen) beschreibt eine unwillkürliche Anspannung der Muskulatur nach vorheriger intensiv mentaler Anspannung. Der Begriff geht auf den deutschen Neurologen und Psychiater Oskar Kohnstamm (1871–1917) zurück, der ihn 1915 einführte. Bei einem konzentrierten Denkvorgang oder einer Meditation können Muskeln kleinste Ruck- und Zuckbewegungen durchführen, welche mit gedanklichen Inhalten und Vorstellungen unbewusst koordiniert sind. Die kleinsten muskulären Bewegungen sind gut messtechnisch erfassbar und können auch von einzelnen Personen gefühlt werden.
Der Kohnstamm-Effekt spielt möglicherweise zusammen mit dem Carpenter-Effekt eine Rolle bei der Entstehung der Bewegungen von Wünschelruten bei Rutengängern.
Primär meint der Kohnstamm-Effekt die Nachkontraktion eines Muskels nach längerer Ausübung von Muskelkraft (Psychomotorik). Beispiel: Man stelle sich seitlich an eine Wand und drücke den Handrücken an dieser Seite bei hängendem Arm für 30 Sekunden mit voller Kraft gegen die Wand. Tritt man danach zur Seite, hebt sich der Arm wie von allein in die Höhe. Das Phänomen wird häufig im Qigong-Unterricht eingesetzt, um die besonders entspannte Qualität von Armhebebewegungen im Qigong zu veranschaulichen.